# Загарино (Забайкальский край)
Зага́рино — село на северо-востоке Хилокского района Забайкальского края России, в составе городского поселения «Могзонское».

## География
Село Загарино расположено на правом берегу реки Хилок, на линии Забайкальской железной дороги, в 100 км к востоку от города Хилка.

## История
Село было основано в 1895—1896 годах как железнодорожный разъезд Загарин. Местное население занималось главным образом обслуживанием железной дороги. До 1990-х годов здесь находилась железнодорожная станция.

## Население
Численность населения в 1990 году составляла 133 чел., в 2002 — 58, в 2011 — 47. Основное занятие жителей — обслуживание железной дороги и сельскохозяйственное производство в личных подсобных хозяйствах.
| 2010 | 2021 |
| ---- | ---- |
| 50   | ↗52  |